# Ташкичи
Ташкичи (баш. Ташкисеү) — деревня в Илишевском районе Башкортостана, входит в состав Базитамакского сельсовета.

## История
Основана тептярями по договору 1754 года о припуске на вотчинных землях башкир Еланской волости Казанской дороги.
В 1786—1834 учтена как дд. Нижняя и Верхняя Ташкичи. В 1865 году в 69 дворах проживало 392 человека. Занимались земледелием, пчеловодством. Было 2 мельницы. В 1906 году зафиксированы мужское и женское училища, конная обдирка, бакалейная лавка.

## Население
| 2002 | 2009 | 2010 |
| ---- | ---- | ---- |
| 235  | ↘226 | ↘217 |

Национальный состав
Согласно переписи 2002 года, преобладающая национальность — удмурты (79 %).

## Географическое положение
Расстояние до:
- районного центра (Верхнеяркеево): 24 км,
- центра сельсовета (Базитамак): 7 км,
- ближайшей ж/д станции (Буздяк): 141 км.

## Инфраструктура
Население занято в колхозе им. XXII партсъезда. Есть основная школа-детсад, фельдшерско-акушерский пункт, клуб.